# Liberdade 21
Liberdade 21 é uma série de televisão portuguesa do género judicial. Protagonizado pelos atores António Capelo, Ana Nave, Ivo Canelas e Rita Lello. Este programa foi produzido pela SP Televisão, para ser exibido na RTP1.
A transmissão da sua primeira temporada, composta por 16 episódios, começou no sábado, 18 de outubro de 2008, às 21h20m.
A transmissão da segunda temporada, composta também por 16 episódios, devido às baixas audiências da série, foi dividida em dois momentos. Na RTP1, Liberdade 21 estreou às 21h na quinta-feira, 7 de janeiro de 2010 e terminou quatro emissões depois, a 11 de fevereiro de 2010. No domingo, 19 de junho de 2011, a série retornou, às 22h15m, com novos episódios. Este segundo momento terminou no domingo, 18 de setembro de 2011, após a emissão de 12 episódios.
Após a reposição, na RTP África, dos 6 episódios iniciais da Série 2 de Liberdade 21, na segunda-feira, 7 de novembro de 2011, às 22h45m, começou a transmissão dos primeiros 6 episódios da terceira temporada desta série, tendo terminado com um episódio duplo no dia 5 de dezembro de 2011. Nas madrugadas da semana de 27 de dezembro a 31 de dezembro de 2011, estes episódios ainda inéditos na RTP1 foram transmitidos, para acompanhar os episódios finais de Voo Directo. Apesar de tudo, a temporada, composta por 20 episódios, viria a estrear oficialmente, em horário nobre, com a emissão destes episódios e dos restantes, entre os dias 2 de fevereiro e 19 de julho de 2012.
A série decorre na Vasconcelos, Brito e Associados, uma das grandes sociedades de advogados da capital, fundada há mais de vinte anos e que com o tempo foi ganhando prestígio, tendo na atualidade quase uma centena de advogados ao serviço. Todos os casos apresentados ao longo dos episódios são baseados em casos verídicos que sociedades de advogados resolveram e, tiveram a cortesia de disponibilizar para a RTP.

## Sinopse
- Raul Vasconcelos e Helena Brito fundaram uma sociedade há mais de vinte anos que com o tempo foi ganhando prestígio com perto de uma centena de advogados ao serviço. A relação dos dois fundadores é temperamental, mas, apesar de todos os conflitos, sabem que a força da sociedade reside na união muito pouco provável daquelas duas personalidades.

- Raul tem o ego do tamanho do mundo e foi essa auto-confiança que o tornou célebre nos tribunais, lutando por casos que mais ninguém aceitava e conseguindo ganhar. Para além de advogado astuto é também um eterno conquistador, embora um pouco fora de moda, e com a idade permitiu-se dizer e fazer tudo o que lhe passa pela cabeça. O problema é que abusa constantemente deste privilégio, o que leva a que esteja permanentemente envolvido em situações embaraçosas e em pequenos escândalos.

- Helena é uma mulher muito segura de si, mas mais discreta e preocupada com a imagem pública da empresa, pensando sempre se as suas ações podem afetar negativamente, e também financeiramente a sociedade. Este traço de personalidade levou-a a tomar as rédeas da gestão, tratando de toda a parte burocrática e do funcionamento do dia a dia .

- No escritório outros advogados destacaram-se, como é o caso de Pedro Pimentel que acabou de subir a partner sénior. Pedro tem uma figura impecável e um sorriso que deixa as mulheres rendidas, mas por detrás daquela simpatia artificial está uma pessoa com uma grande sede de poder e protagonismo.

- Sofia, uma das advogadas mais novas, e com uma ascensão meteórica dentro da empresa, tornou-se a protegida de Helena por ter conseguido trazer uma área de negócio que estava em deficit dentro da empresa: os processos de divórcio. Mas, se a nível profissional a sua vida é um sucesso, a parte pessoal é um completo vazio.

- Afonso, outro dos advogados principais da empresa, e um dos mais velhos a seguir aos fundadores, é considerado pelos colegas como um dos mais brilhantes advogados que se tem visto na barra dos tribunais. A sua capacidade argumentativa tornou-o temido por todos, e odiado por muitos. No entanto, a sua dedicação extrema ao trabalho levou a mulher a pedir o divórcio. Este acontecimento recente vai marcar profundamente a sua vida, não só porque ainda ama a mulher, mas também porque vê o filho revoltar-se contra ele, considerando-o o culpado pelo desmoronamento da família.[8]

## Elenco e personagens

### Principais
A seguir encontra-se uma listagem das personagens principais, suas características e os respetivos atores que as interpretam:
| Raúl Vasconcelos por António Capelo | Séries 1 e 2              |
| --- | ------------------------- |
| Divorciado pela terceira vez. É um dos sócios fundadores do escritório. Vem de uma família com uma grande tradição na área do direito, mas ao contrário dos seus antepassados que ficaram conhecidos por princípios éticos e morais muito rígidos, associados a uma forte educação católica, Raul revelou-se um excêntrico, um homem de grande carisma, mas também de grande desregramento. A fama e o sucesso tornou-o cada vez mais centrado, não conseguindo calar um pensamento por mais inconveniente que possa ser, o que o coloca constantemente em situações embaraçosas. |                           |
| Helena Brito por Ana Nave | Séries 1 e 2              |
| Divorciada. Juntamente com Raul fundou a sociedade de advogados Vasconselos, Brito e Associados. É uma mulher cheia de garra, muito dedicada ao trabalho e capaz de tudo para ganhar uma ação. Todos sabem que é ela que tem o poder de promover ou destruir carreiras dentro do escritório, e, por esse motivo, é tratada com grande deferimento pelos advogados mais novos. Por detrás da máscara de advogada dura e implacável está uma pessoa terna, sensível e com um grande coração. Mas são poucas as pessoas que lhe conhecem as fragilidades. |                           |
| Sofia Martins por Rita Lello | Séries 1 e 2              |
| Solteira. É uma mulher sedutora e muito segura de si, o que intimida a maior parte dos homens. A sua especialidade é direito da família e das sucessões. Dedica-se muito ao trabalho, mas arranja sempre tempo para sair e beber um copo ao fim da noite para descontrair. Foi namorada de Afonso no primeiro ano da faculdade, quando este era Assistente. A relação falhou redondamente, mas ficou a amizade que continua a uni-los ao fim destes anos todos. A sua vida amorosa é uma montanha russa, com um namorado novo todas as semanas, mas quando as coisas acalmam acaba por se cansar e termina tudo. No entanto, a idade está a mudá-la, e agora que percebeu não ter muitos mais anos para ter um filho vai tentar desesperadamente criar uma família. O problema é arranjar o homem perfeito. |                           |
| Pedro Pimentel por Albano Jerónimo | Séries 1 e 2              |
| Solteiro. É muito metódico, preparando os casos ao milímetro. Num primeiro contacto, ajudado pela sua boa figura, parece muito simpático e cordial, mas os colegas que o vão conhecendo melhor consideram-no frio e calculista. Dedica-se a várias áreas do direito mas a sua grande especialidade é direito comercial. Pedro é uma espécie de autómato, nunca se descontrola - não há registo de alguma vez se ter embebedado, nem nos tempos de faculdade - e essa forma de ser domina toda a sua vida. |                           |
| Francisco Lemos por Rúben Gomes | Séries 1 e 2              |
| Solteiro. Foi contratado como estagiário, pelo que tem seis meses para provar o que vale. Está disposto a fazer tudo o que for preciso para dar nas vistas e provar o seu valor, mas os casos que lhe vão parar às mãos são completamente insignificantes. Mas, um dia, é-lhe dada a oportunidade de trabalhar num grande caso. O problema é que a inexperiência sobrepõe-se ao desejo de vencer. |                           |
| Júlia Paixão por Cleia Almeida | Séries 1 e 2              |
| Solteira. Apesar de ter estudado teatro no Conservatório acabou por necessidade de sobrevivência por se candidatar ao lugar de secretária. O currículo não se adequava ao cargo, mas como gostaram do seu ar despachado decidiram contratá-la. Júlia vai apaixonar-se por Afonso, mas não faz nenhuma investida, até porque sabe que ele ainda ama a mulher. No entanto, mantém a secreta esperança que um dia Afonso olhe para ela com outros olhos. |                           |
| Isabel Ferraz por Mariana Norton | Séries 1 (recorrente) e 2 |
| Foi casada com Afonso durante dez anos. Conheceram-se numa empresa de advogados onde foram colegas. Isabel engravidou muito cedo, quando estava a fazer o estágio para entrar na Ordem, o que os levou a decidir antecipar o casamento. Isabel acabaria por abdicar da carreira para que pudesse ficar a tomar conta do filho durante os primeiros anos, mas o tempo foi passando e tornou-se cada vez mais difícil voltar ao ativo. Com o divórcio, Isabel toma a decisão de voltar a trabalhar, contando com a ajuda de um antigo colega de faculdade, que tivera uma paixão por ela, e que é associado de um reputado escritório de advogados, conhecido por ter uma carteira de clientes muito especial. |                           |
| Afonso Ferraz por Ivo Canelas | Série 1                   |
| Divorciado. Cresceu a ouvir o pai contar histórias de tribunais e isso definiu-lhe o rumo. Desde que se lembra que quis ser advogado. Foi sempre um aluno brilhante, mas muito reivindicativo, lutando pelas causas em que acreditava, e sem medo das consequências, o que lhe trouxe alguns problemas com o sistema rígido da faculdade de direito. A fama ficou-lhe, sendo considerado por todos como uma personalidade forte e combativa. Com os anos tornou-se um excelente advogado de barra, destacando-se em casos na área penal. Quando terminou o curso foi convidado para um dos grandes escritórios que procurava jovens ambiciosos. Mas como é um espírito independente e avesso a hierarquias nunca se fixou e foi saltando de sociedade em sociedade até que chegou ao à Vasconcelos, Brito e Associados onde lhe deram o espaço e a autonomia que procurava. Ao fim de pouco tempo passou a sócio e é, logo a seguir aos fundadores, uma das vozes mais importantes do escritório. |                           |
| Guilherme Bettencourt por Joaquim Horta | Série 2                   |
| Guilherme Bettencourt é o novo hot-shot da sociedade. Contratação a cargo de Helena, que o sacou orgulhosamente ao Ministério Público. Antes disso, Guilherme trabalhou em Bruxelas onde passou um par de anos e é ambicioso, competente, rigoroso e culto (além de possuir uma enorme vontade de provar o seu enorme estatuto na terra natal). Terá 35 anos e é de um aprumo a toda a prova. Veste sempre fato custom-made e conduz um elegante AUDI Coupé. O seu escritório cultiva um estilo minimalista, de parca decoração, um par de imagens impressionistas e alguma cor garrida nas paredes a contrastar. |                           |
| Bruno Saraiva por Miguel Costa | Série 2                   |
| Recém-licenciado em direito, 24 anos, óculos de massa, sem graça, ar ingénuo. É, à primeira vista, um homem estranho. Bruno é o típico nerd. Genial a trabalhar, completamente apagado na vida fora do escritório. É engenhocas, adora tecnologias, gadgets, mecânica, eletrotecnia. Tudo coisas que o podem preencher quando está sozinho. Não é natural de Lisboa mas não se deixa deslumbrar com a capital. Nunca saiu à noite nos seus tempos de estudante nem se deixou envolver em relações pessoais fugazes. Sempre sentiu uma grande necessidade de afirmação intelectual e leva-se demasiado a sério, mesmo que isso a tenha feito perder o sentido de humor e o transformado numa pessoa aparentemente seca e demasiado envolvida em si mesmo. |                           |

### Recorrentes
A lista que se segue apresenta as personagens que realizaram participações recorrentes durante a série. Aqui estão incluídas as suas principais características e os respetivos atores que as interpretam:
| Paulo Ruas por António Cordeiro | Paulo Ruas por António Cordeiro                                                                                                   | 45 Episódios                                        |
| --- | --- | --------------------------------------------------- |
| Solteiro (no início da série vive em União de Facto). Durante muitos anos pertenceu à Polícia Judiciária, na brigada de narcóticos, mas o excesso de zelo levou-o a cometer um delito grave, fazendo uma busca ilegal a uma residência, depois de um juiz ter negado o mandato de busca. Afonso foi o seu advogado, conseguindo salvá-lo de uma condenação, mas o juiz obrigara-o a deixar a PJ. Nessa altura Raul andava à procura de um investigador que pudesse fazer os trabalhos que os advogados estavam proibidos, pelo risco de serem expulsos da Ordem, e decidiu contratá-lo.                                                                         | |                                                     |
| Duarte Ferraz por João Arrais | Duarte Ferraz por João Arrais | 39 Episódios                                        |
| Filho de Afonso e Isabel. O divórcio dos pais vai apanhá-lo numa fase complicada, de entrada da pré-adolescência o que lhe vai trazer uma grande instabilidade emocional. Para complicar ainda mais, Duarte vai ligar-se a outros miúdos, que também estão a passar pelas suas próprias crises, e juntos vão fazer todo o tipo de disparates para exteriorizar a revolta que sentem. | |                                                     |
| Vera Tavares por Inês Castel-Branco | Vera Tavares por Inês Castel-Branco                                                                                               | 21 Episódios                                        |
| Apesar do nome sonante é apenas do braço "pobre" de uma família muito bem. Bonita, simpática, comunicativa, esperta e desenrascada, é, na realidade, um lobo debaixo da pele de um cordeiro. Pouco a pouco vai revelar ser também intriguista, mentirosa, falsa, manipuladora e pouco escrupulosa, capaz de recorrer a todos os meios para atingir os seus fins: a curto prazo, ser uma das escolhidas para continuar no escritório; a médio, ser sócia do mesmo. Francisco vai ser uma das suas vítimas mais frequentes, e Pedro ora cúmplice ora rival. Curiosamente, Raul, o engatatão mor do reino, será o único a resistir sempre ao seu charme e sedução. | |                                                     |
| Serena Antunes por Catarina Furtado | Serena Antunes por Catarina Furtado                                                                                               | 6 Episódios                                         |
| Serena é uma advogada extremamente ambiciosa, com uma relação passada muito especial com a Helena, uma vez que foi com ela que aprendeu tudo o que domina acerca do mundo da advocacia. Apesar de ter pertencido à 'Vasconcelos, Brito & Associados', o seu excesso de vontade de aprender e de subir na vida foi mais forte. Nesta personagem existe uma ambiguidade entre o amor e o ciúme, a vontade de ultrapassar a sua mentora. Colocando a sua vida privada de lado para se tornar "a melhor advogada", Serena, frequentemente, não escolhe os caminhos mais éticos para atingir esse seu objectivo.                                                     | |                                                     |
| Alexandre por Gonçalo Diniz | Alexandre por Gonçalo Diniz | 6 Episódios                                         |
| Alexandre é um homem de natureza duvidosa. Surge na trama por se tornar namorado de Sofia, sendo que, desta relação a advogada chega a engravidar. No entanto, cedo Sofia descobre que Vera escondeu uma relação que teve com Alexandre, e ainda que este é suspeito do crime de peculato no Instituto onde trabalha, suspeita que se irá confirmar e ditará o fim da relação de ambos. | |                                                     |
| Juízes por | Cândido Ferreira, Ana Zanatti, Cristina Carvalhal e Ivo Alexandre                                                                 | 23 Episódios 29 Episódios 19 Episódios 18 Episódios |
| | |                                                     |
| Outros Advogados por | Pedro Saavedra, Rafaela Santos, Francisco Campos, Ângelo Torres, Mafalda Vilhena, Sofia Sá da Bandeira, Paulo Pinto e Bruno Bravo | 7 Episódios 6 Episódios 5 Episódios 4 Episódios     |

### Artistas convidados

#### Primeira temporada
A seguir, estão listados todos os atores que participaram na primeira temporada de Liberdade 21:
| Ep.# | Atores Convidados |
| ---- | --- |
| 1.01 | Joana Barcia, Luís Lucas, Manuela Cassola, Miguel Telmo e Pedro Carmo                                                                                          |
| 1.02 | Alexandra Diogo, Jorge Vasques, Maria Frade, Miguel Damião, Rita Durão, Rogério Jacques e Sofia Faleiro                                                        |
| 1.03 | Anabela Almeida, Cristina Cavalinhos, João Saboga, José Boavida, Leonor Alcácer, Sandra B., Sónia Hermidae Pedro Barbeitos                                     |
| 1.04 | Jack Shamblin, Jorge Sousa, Teresa Sobral e Vasco Valério |
| 1.05 | Anabela Teixeira, Cristina Requeijo e Duarte Guimarães |
| 1.06 | Adelaide João, Ana Guiomar, Rute Rocha, Margarida Cardeal, Martinho Silva e Paulo Pais                                                                         |
| 1.07 | Ana Bustorff, Figueira Cid, Hugo Bettencourt, José António Alves, Nuno Arrojado e Sérgio Grilo                                                                 |
| 1.08 | Bibi Gomes, Cristóvão Campos, João Craveiro, Romeu Costa, Rosa Queiroga, Tiago Fernandes e Tina Barbosa                                                        |
| 1.09 | Álvaro Faria, Carlos António, Custódia Gallego, Elisa Alexandre, Jorge Cruz, Jorge Gonçalves, Lurdes Norberto e Paula Pais                                     |
| 1.10 | Anabela Faustino, André Gomes, Ivo Alexandre, José Carlos Garcia, Liliana Santos, Miguel Viegas, Paulo Manso e Sílvia Filipe                                   |
| 1.11 | Ãngelo Torres, Cristina do Aido, Hugo Barreiros, Ian Velloza, João Catarré, João Garcia Miguel e Suzana Borges                                                 |
| 1.12 | Augusto Portela, Cândido Ferreira, Cláudio da Silva, Paulo Freixinho, Rafaela Santos, Sylvie Dias, Vítor Fonseca                                               |
| 1.13 | André Amálio, Filipe de Carvalho, Francisco Campos, Francisco Nascimento, Miguel Raposo, Orlando Costa, Paulo Pinto, Pompeu José, Sara de Castro e Vítor Rocha |
| 1.14 | André Louro, António Simão, Carlos Santos, Cristina Carvalhal, João Meireles, Luísa Salgueiro, Mariema, Marina Albuquerque Paula Só e Pedro Saavedra           |
| 1.15 | André Gomes, Dinarte Branco, Gonçalo Amorim, Leonor Cabral, Miguel Sá Carneiro, Rita Ruaz, Simon Frankl e Simone de Oliveira                                   |
| 1.16 | Álvaro Correia, Beatriz Figueira, Irene Cruz, João Didelet, Jorge Mourato, Luis Vicente, Rui Mendes                                                            |

#### Segunda temporada
A seguir, estão listados todos os atores que participaram na segunda temporada:
| Ep.# | Atores Convidados |
| ---- | --- |
| 2.01 | Ana Brandão, Dário Rocha, Dmitry Bogolomov, Elizabete Piecho, Flora Candeias, Paulo Rocha, Peter Michael e Sandra Faleiro                                 |
| 2.02 | Alexandre Ferreira, Américo Silva, Cristina Areia, Filipa Oliveira, Jorge Estreia, Pedro Loureiro e Rui Viola                                             |
| 2.03 | Ana Moreira, Carlos Gomes, Catarina Guerreiro, Félix Lozano, Francisco Campos, Guilherme Noronha, Lucinda Loureiro, Luís António, Sabri Lucas e Sara Belo |
| 2.04 | André Gomes, Dora Bernardo, Fernando Gomes, Joana Verde, Marta Leite Castro, Rui Luís Brás, Tiago Viegas                                                  |
| 2.05 | Adelino Tavares, Carlos Pimenta, Cláudia Semedo, Cláudio da Silva, Inês de Medeiros, Joel Branco, Pedro Wilson, Rui Neto e Sara Gonçalves                 |
| 2.06 | André Maia, Carlos Aurélio, Fernando Lupach, João Baptista, Luís Godinho e Mouzinho Larguinho                                                             |
| 2.07 | Adriana Aboim, Joaquim Guerreiro, José Bernardino, Paula Pais, Raúl Oliveira e Rosa Villa                                                                 |
| 2.08 | Anita Guerreiro, Catarina Mascarenhas, Cláudia Chéu, Cláudia Gaiolas, José Neves, Manuel Melo, Ramón Martinez e Silvia Rizzo                              |
| 2.09 | Ana Marta Ferreira, Bruno Bravo, Carolina Sales, Cláudia Negrão, Diogo Dória, João Cabral e Miguel Moreira                                                |
| 2.10 | António Cid, Carlos Ferreira, Eurico Lopes, Lucinda Loureiro, Luís Barros e Matias Santos                                                                 |
| 2.11 | Ana Brandão, Carlos Afonso, Dmitry Bogomolov, Elisabete Piecho, Flora Candeias, Paulo Rocha, Peter Michael e Sandra Faleiro                               |
| 2.12 | Adérito Lopes, Ângelo Torres e Cristina Carvalhal |
| 2.13 | Pêpê Rapazote e Sofia Nicholson |
| 2.14 | Luís Ganito, Maria João Pinho e Frederico Amaral |
| 2.15 | Bruno Coelho, Bruno Simões, Catarina Mil Homens, Fernando Nobre, Lígia Roque, Ricardo Peres, Sérgio Grilo e Wagner Borges                                 |
| 2.16 | Luís Gaspar, Maria Carolina, Maria do Céu Ribeiro, Miguel Bogalho, Rosa Castro André e Sara Graça                                                         |

## Ficha técnica
()
| - Autoria: Pedro Lopes - Argumento: Produções Fictícias - Direção de Produção: Alexandre Hachmeister - Realização: Patrícia Ferraz de Sequeira, Sérgio Graciano - Coordenação de Projeto: Patrícia Ferraz de Sequeira - Secretária de Produção: Sónia Leitão - Pós Produção José Cardoso e André Joaquim - Direção de Atores: Sandra Faleiro e Inês Rosado - Casting: Ana Galamba - Assistente de Casting: Hugo Narciso - Figuração: Valente Produções - Planificação: Bruno Oliveira - Chefe de Produção: Andrea Durães - Produção de Locais: Alberto Afonso - Produção: Paula Peixinho, Carlos Maximino, Renato Nunes, Paulo Isabel, Sara Bauoquin (Série 1) , Sandro Terra (Série 1) e Sónia Leitão (Série 2) - Continuidade: Anabela Marques, Sabrine Lázaro, Patrícia Franco (Série 1), Rui Duarte (Série 2) e Ana Cristina Cruz (Série 2) - Índice: Rute Romão - Anotadora: Rafaela Lúcio - Assessoria Coordenação de Projeto: Ana Xavier - 1º Assistentes de Realização: Pedro Lebre, Tiago Marques (Série 1) e Álvaro Candeias (Série 2) - 2º Assistentes de Realização: Álvaro Candeias (Série 1), Yardena Silva (Série 2) e Tiago Ferro (Série 2) - Responsável de Caracterização: Ana Araújo - Make Up: Sónia Lisboa e Jacinta Afonso - Cabeleireiro: Nuno Gomes - Manicure: Patrícia Pinto | - Figurinos: Dora Luís - Chefe de Guarda-Roupa: Elisabete Guerreiro - Assistentes de Guarda-Roupa: Madalina Popescu, Marisa Carboni, Tânia Franco (Série 1) e Patrícia Raposo (Série 2) - Costureira: Maria da Conceição - Cenografia: Rui Francisco e Oxalis - Decoração Cenográfica: Susana Fonseca - Assistente de Cenografia: Joana Gomes - Execução Cenográfica: EPC - Adereços e Decoração: Luís Costa - Decopagem de Adereços: Ana Rita Silva - Compras de Adereços: Inês Pedro - Assistentes de Cena: João Rosa, Tânia Martins (Série 1) e Ana Praxedes (Série 2) - Direção Técnica: Marques da Silva - Direção de Fotografia: Miguel Trabucho - Controlo de Imagem: Nuno Branco (Série 1) e Khatia Oliveira (Série 2) - Operadores de Câmara: João Carvalho, José Francisco e Nuno Valente - Assistentes de Câmara: Carlos Rui, Álvaro Campos (Série 1), Hugo Costa (Série 1), José Tavares (Série 2) e José Pedro Simões (Série 2) - Som: Jorge Reis - Captação de Som: Leonardo Campetelli e Sérgio Fialho - Responsável Técnico de Iluminação: Paulo Padrão - Chefe Eletricista : Fernando Almeida - Assistentes de Iluminação: José Bento e Vítor Vieira - Direção de Comunicação: Filomena Cardinali e Susana Roldão (Série 1) - Fotografia de Cena: Blow Up (Série 1) e Light-Shot (Série 2) - Departamento Gráfico: António Légua e Daniela Almeida (Série 2) - Editores: Miguel Oliveira e Patrícia Dias (Série 2) - Assistente de Edição: Ricardo Gonçalves (Série 1) e Rui Pinto (Série 2) |

## Banda sonora
- Toda a direção musical de Liberdade 21 é da responsabilidade de David Rossi, um ex-membro da banda Zedisaneonlight.[13] Assim, a Sonorização, que coube a José Cardoso e André Joaquim só foi possível com as músicas originais que este compositor português criou exclusivamente para esta série, sendo a maioria delas em parceria com a intérprete Ana Vieira, conhecida por ter acompanhado Rodrigo Leão nas digressões do seu álbum Cinema.[14]

| "Trânsito 21" - Música - David Rossi "Liberdade" - Música - David Rossi "Estranha Suspeita" - Música - David Rossi | "Sister" - Música - David Rossi "Tribunal Tensão" - Música - David Rossi "Hold the Beat" - Interprete - Ana Vieira - Letra - Ana Vieira - Música - David Rossi | "Lonesome No More" - Interprete - Ana Vieira - Letra - Ana Vieira - Música - David Rossi "Falling Down" - Música - David Rossi |

## Lista de episódios
| Série | Série     | Episódios | Episódios | Temp.     | Temp.     | Episódios             | Transmissão Original  | Transmissão Original                                  | Dia da semana | Audiências (média dos episódios) | Elenco Principal                                                                   |
| Série | Série     | Episódios | Episódios | Temp.     | Temp.     | Episódios             | Estreia de Temp.      | Final de Temp.                                        | Dia da semana | Audiências (média dos episódios) | Elenco Principal                                                                   |
| ----- | --------- | --------- | --------- | --------- | --------- | --------------------- | --------------------- | ----------------------------------------------------- | ------------- | -------------------------------- | ---------------------------------------------------------------------------------- |
|       | 1         | 26        | 16        |           | 1         | 16                    | 18 de outubro de 2008 | 4 de abril de 2009                                    | Sábado        | 614 835                          | António Capelo, Ana Nave, Rita Lello, Albano Jerónimo, Rúben Gomes e Cleia Almeida |
| 10    | 1         | 26        |           | 2         | 16        | 7 de janeiro de 2010  | 7 de dezembro de 2011 | Quinta-Feira (ep. 01 a 04) e Domingo (ep. 5 a 16)     | 395 063       |                                  | António Capelo, Ana Nave, Rita Lello, Albano Jerónimo, Rúben Gomes e Cleia Almeida |
|       | 2         | 26        | 6         | 2         | 16        | 7 de janeiro de 2010  | 7 de dezembro de 2011 | Quinta-Feira (ep. 01 a 04) e Domingo (ep. 5 a 16)     | 395 063       |                                  | António Capelo, Ana Nave, Rita Lello, Albano Jerónimo, Rúben Gomes e Cleia Almeida |
| 20    | 2         | 26        |           | 3         | 20        | 7 de novembro de 2011 | 19 de julho de 2012   | Segunda-feira (na RTP África) e Quinta-feira(na RTP1) | 233 761       |                                  | António Capelo, Ana Nave, Rita Lello, Albano Jerónimo, Rúben Gomes e Cleia Almeida |
|       | Making Of | Making Of | Making Of | Making Of | Making Of | 1                     | 13 de outubro de 2008 | 13 de outubro de 2008                                 | Segunda-feira | 785 097                          | António Capelo, Ana Nave, Rita Lello, Albano Jerónimo, Rúben Gomes e Cleia Almeida |

## Receção

### Lista de prémios
| Ano  | Prémio/Premiação                                          | Categoria                             | Indicado                                       | Resultado |
| ---- | --------------------------------------------------------- | ------------------------------------- | ---------------------------------------------- | --------- |
| 2009 | Ninfa “Salmacis” 49º Festival de Televisão de Monte Carlo | Melhor Produção Internacional (Drama) | Liberdade 21 (António Parente e Jorge Marecos) | Nomeação  |
| 2009 | Ninfa “Salmacis” 49º Festival de Televisão de Monte Carlo | Melhor Produção Europeia (Drama)      | Liberdade 21 (António Parente e Jorge Marecos) | Nomeação  |
| 2009 | Ninfa “Salmacis” 49º Festival de Televisão de Monte Carlo | Melhor Ator (Drama)                   | António Capelo                                 | Nomeação  |
| 2009 | Ninfa “Salmacis” 49º Festival de Televisão de Monte Carlo | Melhor Ator (Drama)                   | Ivo Canelas                                    | Nomeação  |
| 2009 | Ninfa “Salmacis” 49º Festival de Televisão de Monte Carlo | Melhor Atriz (Drama)                  | Ana Nave                                       | Nomeação  |
| 2009 | Ninfa “Salmacis” 49º Festival de Televisão de Monte Carlo | Melhor Atriz (Drama)                  | Rita Lello                                     | Nomeação  |
| 2009 | Festival de Ficção de Roma                                | Melhor Série                          | Liberdade 21                                   | Nomeação  |
| 2009 | 11º Festival de Ficção TV de La Rochelle                  | Ficção Europeia                       | Liberdade 21                                   | Nomeação  |
| 2009 | Prix Europa 23º European Broadcast Festival               | Ficção Televisiva                     | Liberdade 21                                   | Nomeação  |
| 2009 | ATV – Associação de Telespetadores                        | Programa do Ano da RTP                | Liberdade 21                                   | Vencedor  |
| 2010 | Troféu TV7Dias I Troféus de Televisão 2009                | Melhor Série                          | Liberdade 21                                   | Nomeação  |
| 2010 | Troféu TV7Dias I Troféus de Televisão 2009                | Melhor Ator de Série                  | Ivo Canelas                                    | Nomeação  |
| 2011 | Troféu TV7Dias II Troféus de Televisão 2010               | Melhor Ator de Série                  | Ivo Canelas                                    | Nomeação  |
| 2012 | Troféu TV7Dias III Troféus de Televisão 2011              | Melhor Ator de Série                  | Ivo Canelas                                    | Nomeação  |
| 2013 | Troféu TV7Dias IV Troféus de Televisão 2012               | Melhor Série                          | Liberdade 21                                   | Vencedor  |
| 2013 | Troféu TV7Dias IV Troféus de Televisão 2012               | Melhor Ator de Série                  | Albano Jerónimo                                | Nomeação  |
| 2013 | Troféu TV7Dias IV Troféus de Televisão 2012               | Melhor Ator de Série                  | António Capelo                                 | Nomeação  |
| 2013 | Troféu TV7Dias IV Troféus de Televisão 2012               | Melhor Ator de Série                  | Ivo Canelas                                    | Nomeação  |
| 2013 | Troféu TV7Dias IV Troféus de Televisão 2012               | Melhor Atriz de Série                 | Rita Lello                                     | Nomeação  |

## Semelhanças com outras produções da RTP

### CrossoverscomPai à Força
- Depois da estreia de Liberdade 21, a RTP1 estreou também Pai à Força, uma série que relata a história de Miguel, um solteirão, cirurgião plástico, que se vê a braços com três crianças, filhos de um amigo de infância, que faleceu.[25] Durante a primeira temporada desta série, vários cenários do tribunal onde se passa a ação  de Liberdade 21 são partilhados.

- No entanto, no Episódio 23 desta série (o quarto da segunda temporada), transmitido a 13 de novembro de 2009, a partilha segue outro rumo. Ocorreu algo não muito frequente em televisão e quase inédito em Portugal: um crossover. Neste episódio,[26] Miguel é, em tribunal, representado por um advogado da Vasconcelos, Brito e Associados, João Branco (interpretado por Adriano Carvalho). Apesar deste advogado nunca ter surgido em Liberdade 21, ele traz consigo a participação de António Cordeiro no papel do investigador Paulo Ruas e ainda de Cleia Almeida com a sua secretária Júlia Paixão.

- No Episódio 29 de Liberdade 21,[27] emitido em 21 de agosto  de 2011, o décimo terceiro da segunda temporada, ocorreu outro crossover com a série Pai à Força. Desta vez, a personagem Miguel Saraiva, interpretado por Pepê Rapazote, participa como testemunha num julgamento defendido pela Vasconcelos, Brito & Associados, cujo cliente perdeu a esposa devido a um erro cometido numa lipoaspiração. Miguel testemunha como um especialista que esclarecerá como a intervenção poderá ter causado a morte.

### Continuidade artística deVila Faia
- No momento em que Liberdade 21 estreou, passava igualmente no mesmo canal, a telenovela Vila Faia, uma continuação do original produzido em 1982. Na primeira temporada de Liberdade 21, Inês Castel-Branco; Albano Jerónimo; Cleia Almeida; Rita Lello e Ruben Gomes, cinco atores principais de Vila Faia, em que, nesta, as suas personagens se cruzavam, voltam a cruzar-se. Simone de Oliveira; Gonçalo Diniz; Martinho da Silva (torna a contracenar com Rita Lello); Mariana Norton; Ana Guiomar; Suzana Borges; Pedro Saavedra; Paulo Pinto; Sofia Sá da Bandeira; etc., atores principais em Vila Faia, reaparecem aqui como atores  secundários, contracenando igualmente com atores  com que contracenaram em Vila Faia.[28]

- Além disto, o cenário onde se instalou a Vasconcelos Brito & Associados é o mesmo onde se instalou para Vila Faia, a empresa Marques Vila. O elevador, a posição da secretária, os corredores, etc. são pontos que se mantêm nas duas "empresas", obviamente com decoração diferente.

- O mesmo cenário, com as mesmas linhas da Marques Vila, de Vila Faia, foi usado para encenar o departamento da Polícia Judiciária, na série Cidade Despida.

## Reposições e episódios noutras plataformas
- À medida que os episódios de Liberdade 21 iam sido originalmente transmitidos na RTP1, tornava-se possível vê-los, ou revê-los, tanto na página de Programas On-Demand do RTP,[29] tal como no site de partilha de vídeos YouTube.[30]

- Da mesma forma, o site oficial da série no Sapo Vídeos promovia-a com pequenas previews[31] dos episódios, extras[32] e horários[33] dos episódios.

- No entanto, ainda a transmissão da primeira temporada estava completa, a RTP1 repetiu a transmissão dos primeiros seis episódios na altura do Natal de 2008. Regra geral, em horário nobre e em dias úteis, a série conseguiu superar as suas transmissões originais em termos de audiências.

- Em outubro de 2024, a série passou a ser reposta diariamente na RTP Memória.

| Ep.# | Título     | Data da Reposição             | Horário | A seguir ao...      | Espectadores |
| ---- | ---------- | ----------------------------- | ------- | ------------------- | ------------ |
| 1.01 | Episódio 1 | 22 de dezembro de 2008 (2ªf.) | 21h00m  | Telejornal          | 709 425      |
| 1.02 | Episódio 2 | 23 de dezembro de 2008 (3ªf.) | 21h00m  | Telejornal          | 822 933      |
| 1.03 | Episódio 3 | 26 de dezembro de 2008 (6ªf.) | 21h30m  | Especial Informação | -            |
| 1.04 | Episódio 4 | 27 de dezembro de 2008 (Sáb.) | 21h00m  | Telejornal          | -            |
| 1.05 | Episódio 5 | 29 de dezembro de 2008 (2ªf.) | 21h00m  | Telejornal          | 671 589      |
| 1.06 | Episódio 6 | 30 de dezembro de 2008 (3ªf.) | 21h00m  | Telejornal          | 794 556      |

- Após a transmissão dos primeiros seis episódios da terceira temporada a partir de novembro de 2011 na RTP África, estes, ainda inéditos na RTP1, foram emitidos nas madrugadas do Natal de 2011, acompanhando a transmissão dos episódios finais de Voo Directo. Fora do horário nobre, a série não superou as audiências que viriam a ser alcançadas após a sua estreia oficial a 2 de fevereiro de 2012.

| Ep.# | Título      | Data da Reposição             | Horário | A seguir ao...          | Espectadores |
| ---- | ----------- | ----------------------------- | ------- | ----------------------- | ------------ |
| 3.01 | Episódio 33 | 27 de dezembro de 2011 (3ªf.) | 01h14m  | Super-Homem: O Regresso | 138 612      |
| 3.02 | Episódio 34 | 28 de dezembro de 2011 (4ªf.) | 00h53m  | Nascido para Ganhar     | 117 501      |
| 3.03 | Episódio 35 | 29 de dezembro de 2011 (5ªf.) | 00h37m  | John Q                  | 172 556      |
| 3.04 | Episódio 36 | 30 de dezembro de 2011 (6ªf.) | 00h44m  | Match Point             | 101 667      |
| 3.05 | Episódio 37 | 31 de dezembro de 2011 (Sáb.) | 00h35m  | Música e Letra          | 106 945      |
| 3.06 | Episódio 38 | 31 de dezembro de 2011 (Sáb.) | 01h30m  | Liberdade 21            | 96 389       |

- Para além de tudo, a primeira temporada de Liberdade 21, na sua totalidade, está disponível em HD (Alta Definição) para os assinantes da ZON Box, no menú Videoclube.[34]